# ヤアアン・ゲーブリエルスン
ヤアアン・ゲーブリエルスン・ピーダスン（デンマーク語: Jørgen Gabrielsen Pedersen、1935年10月11日 - ）は、デンマークの射撃競技の選手。
1968年夏季オリンピックの男子50mピストルに出場し、547点で20位となった。